# Jazak
Jazak (cyr. Јазак) – wieś w Serbii, w Wojwodinie, w okręgu sremskim, w gminie Irig. W 2011 roku liczyła 960 mieszkańców.